# Andrés Gómez (futbolista)
Andrés Gómez Rodríguez (Turrialba, Cartago, Costa Rica, 7 de mayo de 2000), conocido deportivamente como Andrés Gómez, es un futbolista costarricense que juega de Delantero en Guadalupe F. C. de la Primera División de Costa Rica, cedido por la Liga Deportiva Alajuelense.

## Biografía
El deportista es oriundo de Turrialba de la provincia cartaginés y nació el 7 de mayo del 2000. Desde su ingreso, Andrés recibió trabajos para mejorar aspectos técnicos: conducción del balón con ambos perfiles y definición; Aspectos tácticos en su juego: 1 contra 1, trabajo en equipo y otros.
Luego de este proceso de formación descubrimos que Andrés tiene grandes cualidades para ser un gran goleador, y así lo demostró con sus 5 goles en el torneo UNCAF Sub-17.
Es importante resaltar que Andrés Gómez siempre ha sido un joven humilde muy disciplinado, con grandes valores de educación. En él se refleja el gran trabajo que realizaron en su hogar Marco Alexander Gómez (Padre de Andrés) y Rosibel Rodríguez (Madre de Andrés), así lo comenta Enrique Salazar quien vio y guio los primeros pasos futbolísticos de Andrés.
Andrés participó con Fútbol Consultants Turrialba en 2 torneos de Linafa y algunos torneos regionales. A pesar de que en ese momento era categoría U13, participó en categoría U15.
Parte del buen momento que vive Andrés es que desde sus inicios en FC Academy Turrialba siempre se quedaba haciendo trabajos extra voluntariamente.

## Trayectoria
Andrés Gómez inició su trayectoria en la Primera División de Costa Rica con el Guadalupe F.C. en el Torneo de Apertura 2017 en julio de ese año, bajo el mando el director técnico mexicano Fernando Palomeque en este equipo que debutaba en el fútbol costarricense con este nombre, tras adquirir la franquicia del Belén Fútbol Club. 
Para el Clausura 2018, con la llegada del técnico nacional Geiner Segura se mantiene en el club donde durante este torneo anotaría 2 tantos para consolidarse en la delantera del cuadro guadalupano.
En enero del 2021 el jugador fue traspasado al equipo L.D. Alajuelense.

## Selección costarricense

### Categorías inferiores
Desde el 18 de septiembre del 2017, el delantero centro fue considerado en la nómina del director técnico Breansse Camacho, para disputar el Mundial sub-17 en la India con la Selección Sub-17.

#### Mundial Sub-17 de 2017
Costa Rica debutó en esta Copa del Mundo el 7 de octubre del 2017 en el Estadio Fatorda en Nehru, India ante su similar de Alemania, los alemanes se pusieron arriba con el tanto del jugador, Jann Fiete Arp al minuto 21, pero Andrés Gómez empataría el partido para los ticos al minuto 68 de juego, sin embargo el futbolista Noah Awuku puso el 2 a 1 para los teutones finalizando el juego.
Andrés Gómez volvería a ser de la partida ante la selección sub-17 de Guinea, donde nuevamente el delantero volvió a mover las redes rivales en este Mundial por segunda ocasión, antes Yecsy Jarquín puso arriba a los nacionales al minuto 26, los africanos igualarían apenas cuatro minutos después al 30, Gómez puso arriba nuevamente a la tricolor al minuto 67 de juego, pero nuevamente finalizando el juego Ibrahima Souma puso el 2 a 2 definitivo del compromiso.
El último partido de la selección nacional, sería el 13 de octubre ante su similar de Irán, en esta oportunidad la selección nacional no tuvo un buen desempeño y terminó siendo goleada por los iraníes 3 a 0. Con esto se despidió del torneo en la fase de grupos.
| Mundial                     | Sede  | Resultado      |
| --------------------------- | ----- | -------------- |
| Copa Mundial Sub-17 de 2017 | India | Fase de grupos |

#### Juegos Centroamericanos y del Caribe 2018
El 6 de julio de 2018, se anunció el llamado de la selección Sub-21 dirigida por Marcelo Herrera para conformar la nómina que le haría frente al torneo de fútbol de los Juegos Centroamericanos y del Caribe, lista en la cual Gómez quedó dentro del selecto grupo.
Gómez se hizo presente en las redes en el segundo juego del Grupo A, ante Trinidad y Tobago en la segunda fecha el 22 de julio de 2018, en el Estadio Romelio Martínez de Barranquilla, la selección terminó derrotando a los trinitobagenses 3 a 2 con goles de Randall Leal al minuto 9, Andrés Gómez hizo el segundo para los ticos al minuto 15 y el mismo Randall Leal marcó el tercero a los 26.
En el tercer compromiso de la tricolor, Costa Rica buscaba la clasificación a la segunda ronda ante Honduras, Andrés Gómez se volvió a hacer presente al minuto 7 con su anotación que puso arriba a los ticos, pero en la segunda parte Darwin Mejía y Douglas Martínez le dieron vuelta al marcador favorable a los catrachos y la selección terminó cayendo 2 a 1 y con ello quedó eliminado en fase de grupos.
| Juegos Deportivos Centroamericanos y del Caribe | Sede         | Resultado      |
| ----------------------------------------------- | ------------ | -------------- |
| Barranquilla 2018                               | Barranquilla | Fase de grupos |

#### Eliminatoria al Campeonato Sub-20 de Concacaf 2018
El 26 de octubre de 2018, Breansse Camacho, entrenador de la Selección Sub-20 de Costa Rica, dio en conferencia de prensa la lista de 21 futbolistas que participarían en el Premundial Concacaf que inició el 1 de noviembre en los Estados Unidos.

#### Campeonato Sub-20 de Concacaf 2018
Gómez anotó su primer gol con esta selección en el primer juego de la tricolor ante la selección sub-20 de Bermudas el 1 de noviembre de 2018 en la victoria de Costa Rica 5 a 0, su gol fue al minuto 71 para el cuarto gol del partido.
Anotó también ante Honduras en el primer juego de la triangular final en este Torneo.

## Clubes
| Club                       | País       | Año               |
| -------------------------- | ---------- | ----------------- |
| Guadalupe F. C.            | Costa Rica | 2017 - 2021       |
| L. D. Alajuelense          | Costa Rica | 2021 - Actualidad |
| Guadalupe F. C. (Préstamo) | Costa Rica | 2022              |